# Apisson
Apisson är en holme i Mikronesiska federationen.   Den ligger i kommunen Kuttu Municipality och delstaten Chuuk, i den västra delen av landet, 500 km väster om huvudstaden Palikir. Apisson ligger 14 meter över havet.